# Tjolpon-Atinskij aeroport
Tjolpon-Atinskij aeroport (ryska: Чолпон-Атинский аэропорт) är en flygplats i Kirgizistan. Den ligger i den nordöstra delen av landet, 200 km öster om huvudstaden Bisjkek. Tjolpon-Atinskij aeroport ligger 1 647 meter över havet.
Terrängen runt Tjolpon-Atinskij aeroport är varierad.  Närmaste större samhälle är Tjolpon-Ata, 1,9 km öster om Tjolpon-Atinskij aeroport. 